# Милошевич, Саво
Са́во Мило́шевич (серб. Саво Милошевић, Savo Milošević; 2 сентября 1973, Яховац) — югославский и сербский футболист, нападающий; тренер. Воспитанник белградского «Партизана», выступал в чемпионатах Англии, Испании, Италии, России и MLS. Сыграл 101 матч и забил 35 голов за сборную Югославии/Сербии и Черногории, также провёл один матч и отметился двумя забитыми голами в составе сборной Сербии. Участник чемпионатов мира 1998 и 2006 годов, а также чемпионата Европы 2000 года.

## Клубная карьера
Самым удачным сезоном для Милошевича в Испании стал сезон 1999/2000. Он тогда в составе «Сарагосы» стал одним из лучших форвардов Примеры, забив 23 мяча, и помог своей команде занять 4-е место, которое давало право на участие в Лиге чемпионов. В том сезоне он сделал несколько хет-триков и получил прозвище «человек-гол» за свою высокую результативность. Летом он перешёл в итальянскую «Парму», которая продала своего основного нападающего Эрнана Креспо, но показать прежнюю игру не смог: он отличился лишь 8 раз, выходя на поле в 21 матче.
После ухода из испанской «Осасуны» летом 2007 года и кратковременного пребывания в канадском «Торонто» был свободным агентом.
В 2008 году выступал за российский клуб «Рубин» из Казани. Впервые забил за «Рубин» в 24-м туре чемпионата, отметившись дублем.
В матче 27-го тура против раменского «Сатурна» 2 ноября 2008 года Милошевич на 89-й минуте матча забил «золотой» гол, который позволил его команде одержать победу в матче и официально оформить первый в своей истории чемпионский титул за три тура до окончания турнира.
По окончании сезона 2008 Милошевич завершил свою игровую карьеру.
27 марта 2019 года Саво Милошевич назначен на пост главного тренера клуба «Партизан», в котором начинал карьеру футболиста.
В конце сентября 2024 года Милошевич, вернулся в «Партизан», сменив Александра Станоевича, но спустя два с небольшим месяца ушёл из клуба.

## Карьера в сборной
До 2006 года играл за сборные Югославии и Сербии и Черногории. Последний матч за национальную сборную сыграл на чемпионате мира 2006 года в Германии против Кот-д’Ивуара, эта игра стала последней и в истории сборной Сербии и Черногории. Милошевич — абсолютный рекордсмен сборной Сербии и Черногории по числу игр и забитых мячей.
В отборочном цикле к Евро-2000 Милошевич в матче 8 сентября против Македонии забил рекордный быстрый гол уже на 12-й секунде (итоговая победа 4:2).
На Евро-2000 он стал одной из главных звёзд, сыграв в 4 матчах и забив в ворота противников 5 мячей. Он сделал дубль в ворота сборной Словении, забил победный гол Норвегии и отличился против Испании. В итоге сборная Югославии вышла из своей группы, но в четвертьфинале крупно проиграла команде Нидерландов 1:6, единственный гол у «югов» тогда забил Саво. После этого чемпионата форварда приобрела итальянская «Парма».
19 ноября 2008 года сыграл свой единственный матч за сборную Сербии, ставший заключительным в его карьере футболиста. В товарищеской игре со сборной Болгарии, завершившейся победой сербов 6:1, Милошевич стал автором двух забитых мячей. Также он не забил два пенальти в том матче.
Всего за карьеру в национальных командах Югославии, Сербии и Черногории и Сербии провёл 102 матча и забил 37 мячей.

## Достижения

### Командные достижения
Партизан
- Чемпион Югославии: 1993, 1994
- Обладатель Кубка Югославии: 1994

Астон Вилла
- Обладатель Кубка Английской лиги: 1996

Парма
- Финалист Кубка Италии: 2001

Осасуна
- Финалист Кубка Испании: 2005

Рубин
- Чемпион России: 2008

### Личные достижения
- Лучший бомбардир чемпионата Европы: 2000 (5 голов)
- Рекордсмен сборной Сербии по количеству голов на чемпионатах Европы: 5 голов
- Лучший бомбардир чемпионата Югославии 1993/94 (21 гол)
- Лучший бомбардир чемпионата Югославии 1994/95 (30 голов)
- Рекордсмен чемпионата Югославии по количеству голов в одном сезоне: 30 голов

## Личная жизнь
В июне 2011 года дед футболиста из ружья убил собственного сына, отца Саво.
Милошевич играл роль византийского императора в историческом телесериале «Сербские герои Средневековья» (серб. Српски јунаци средњег века), эпизодическую роль в театральном спектакле Моники Ромич Otkačene, продюсировал фильм Никиты Миливоевича «Елена, Катарина, Мария».